# Rosema languida
Rosema languida är en fjärilsart som beskrevs av William Schaus 1892. Rosema languida ingår i släktet Rosema och familjen tandspinnare. Inga underarter finns listade.